# Odorrana hosii
Odorrana hosii es una especie de anfibio anuro de la familia Ranidae.

## Distribución geográfica
Se encuentra en la península de Malaca, Phuket, isla Tioman, Bintan, islas Batu, Sumatra y Borneo. Su rango altitudinal llega a los 1700 m s. n. m..

## Estado de conservación
Se encuentra puntualmente amenazada por la pérdida de su hábitat natural.